# نفشف
نفشف (به فرانسوی: Neufchef) یک کمون در فرانسه است که در Canton of Algrange واقع شده‌است.

## خصوصیات
نفشف ۱۶٫۷۲ کیلومترمربع مساحت و ۲٬۴۸۳ نفر جمعیت دارد و ۳۱۰ متر بالاتر از سطح دریا واقع شده‌است.